# Die Deutsche Kreditwirtschaft

Deutsche Kreditwirtschaft – Logo

Die Deutsche Kreditwirtschaft (DK) ist eine Einrichtung der Kreditinstitute in Deutschland zur gemeinsamen Meinungs- und Willensbildung und zur Vertretung der Interessen der Kreditwirtschaft gegenüber staatlichen Institutionen. Dieser Zusammenschluss der kreditwirtschaftlichen Spitzenverbände in Deutschland hieß bis August 2011 Zentraler Kreditausschuss (ZKA).

## Organisation und Aufgabenstellung
Der Zusammenschluss wurde 1932 unter dem Namen Zentraler Kreditausschuss (ZKA) gegründet. Im August 2011 benannte er sich in den heutigen Namen um.
Im Zusammenschluss sind die fünf Spitzenverbände der deutschen Kreditwirtschaft vertreten:
- Bundesverband der Deutschen Volksbanken und Raiffeisenbanken (BVR)
- Bundesverband deutscher Banken (BdB)
- Bundesverband Öffentlicher Banken Deutschlands (VÖB)
- Deutscher Sparkassen- und Giroverband (DSGV)
- Verband deutscher Pfandbriefbanken (vdp) (früher: Verband deutscher Hypothekenbanken)

Insgesamt repräsentiert die Deutsche Kreditwirtschaft alle Banken, die direkte Mitglieder oder Mitglieder der Mitgliedsverbände dieser Spitzenverbände sind. Derzeit (2005) sind dies zirka 2.300 Kreditinstitute mit Sitz in Deutschland.
Es ist weder als eingetragener Verein noch als Gesellschaft organisiert. Er hat keine eigene Rechtspersönlichkeit. Der Außenauftritt und die Veröffentlichung seiner gemeinsamen Positionen wird jeweils vom federführenden Verband übernommen. Die Federführung wechselt jährlich zu Beginn des Kalenderjahres zwischen dem Deutschen Sparkassen- und Giroverband, dem Bundesverband deutscher Banken und dem Bundesverband der Deutschen Volksbanken und Raiffeisenbanken.
Durch die Zusammenarbeit versuchen die Verbände, gemeinsame Standpunkte in Fragen des Bankrechts, der Bankpolitik und der Praxis des Bankgeschäfts zu formulieren. Die Positionen werden einstimmig beschlossen und in schriftlichen Stellungnahmen festgehalten. Die Deutsche Kreditwirtschaft vertritt die gemeinsamen Standpunkte gegenüber der Regierung, bank- und finanzwirtschaftlichen Institutionen wie der Bundesanstalt für Finanzdienstleistungsaufsicht (BaFin), sonstigen Behörden und den gesetzgebenden Organen in Deutschland und der Europäischen Union. Die Veröffentlichung von Stellungnahmen und weiterer Pressemitteilungen ist eine der Aufgaben des federführenden Verbands.
Die Arbeit der Vereinigung wird in Arbeitsausschüssen durchgeführt, die regelmäßig zusammenkommen. Hierzu gehören zum Beispiel der Zentrale Wettbewerbsausschuss oder der Arbeitsstab Geldautomaten.

## Standardisierung des bargeldlosen Zahlungsverkehrs
Eine wichtige Aufgabe der Vereinigung ist die Erarbeitung standardisierter Regelungen für den Zahlungsverkehr zwischen den beteiligten Kreditinstituten und deren Kunden. Die ausgearbeiteten Standards werden in Verträgen zwischen den vertretenen Spitzenverbänden und deren Anlagen festgeschrieben. Diese Verträge werden im Regelfall als „Abkommen“ bezeichnet. Für den Inlandszahlungsverkehr in Deutschland gelten folgende Abkommen:
- Abkommen über die Datenfernübertragung zwischen Kunden und Kreditinstituten (DFÜ-Abkommen)
- Vereinbarung über den beleglosen Datenaustausch in der zwischenbetrieblichen Abwicklung des Inlandszahlungsverkehrs (Clearingabkommen)
- Vereinbarung über die Richtlinien für einheitliche Zahlungsverkehrsvordrucke
- Homebanking-Abkommen
- Abkommen zum Überweisungsverkehr
- Abkommen über den Einzug von Schecks (Scheckabkommen)
- Abkommen über den Einzug von Reiseschecks (Reisescheckabkommen)
- Abkommen über den Lastschriftverkehr (Lastschriftabkommen)
- Abkommen über den Einzug von Wechseln und die Rückgabe nicht eingelöster und zurückgerufener Wechsel (Wechselabkommen)
- Vereinbarung über das eurocheque-System
- Vereinbarung über die Absicherung der ec-PIN
- Vereinbarung über das deutsche ec-Geldautomaten-System
- Vereinbarung über die Festsetzung einer Höchstgebühr für die Benutzung der institutsübergreifenden Geldautomaten
- Vereinbarung über ein institutsübergreifendes System zur bargeldlosen Zahlung an automatisierten Kassen (Electronic Cash)
- Vereinbarung zum POZ-System
- Vereinbarung über das institutsübergreifende System „GeldKarte“

Die Abkommen sind für alle in den Verbänden organisierten Kreditinstitute rechtlich bindend.

## Wahrnehmung der Aufgaben innerhalb der Europäischen Union
Die Errichtung des Europäischen Binnenmarktes am 1. Januar 1993, die Einführung der dritten Stufe der Europäischen Wirtschafts- und Währungsunion am 1. Januar 1999 und die Euro-Bargeldeinführung zum 1. Januar 2002 haben dazu geführt, dass die Aufgaben der Deutschen Kreditwirtschaft in zunehmendem Maß auf der europäischen Ebene erfüllt werden müssen. Dies gilt sowohl für die Lobbyarbeit als auch für die Aufgabe der Standardisierung des Zahlungsverkehrs. Im Dezember 1992 wurde das Europäische Komitee für Bankstandards (ECBS) gegründet. Ziel dieses Komitees war die Forcierung des Aufbaus der technischen Infrastruktur für den europäischen Zahlungsverkehr durch die Entwicklung von Standards. Beispielsweise hat das ECBS die Internationale Bankkontonummer (IBAN) entwickelt. Im Frühjahr 2002 wurde der Europäische Zahlungsverkehrsausschuss (EPC) durch 42 europäische Banken und verschiedene Bankenverbände ins Leben gerufen. Zweck des Ausschusses ist die Verwirklichung des Europäischen Zahlungsraumes (SEPA). Deutsche Banken sind sowohl im ECBS als auch im EPC vertreten. Zur einheitlichen Vertretung der Interessen der deutschen Kreditinstitute und zur Intensivierung der Mitarbeit in diesen Gremien hat die Deutsche Kreditwirtschaft am 3. Juni 2004 das ZKA-Büro SEPA gegründet. Zu den einzelnen Arbeitsgruppen im EPC wurden sogenannte Spiegelarbeitsgruppen eingerichtet, die sich mit denselben Themenstellungen beschäftigen. Der jeweilige Koordinator der Spiegelarbeitsgruppe ist auch in der entsprechenden EPC-Arbeitsgruppe vertreten.